# 何大圭
何大圭（1101年—?），字晉之，南宋廣德（今安徽廣德縣）人。

## 生平
崇寧元年（1101年）生。早有文名，與呂本中等有交游唱和，政和八年（1118年）十八歲進士及第，宣和元年（1119年），授官太学录，宣和六年遷秘書省正字。靖康元年（1126年）正月，金人围汴京，大圭弃官而遁。李綱兵援太原，大圭入其幕，参與抗战。建炎年間，擔任滕康、劉珏屬官，以坐失洪州（豫章）罪除名，编管岭南。绍兴五年放逐自便，特复左承事郎。紹興二十年（1150年），左朝请郎、直秘阁。紹興二十七年（1157年），主管州崇道观。隆兴元年（1163年），由浙西安抚司参议官主管台州崇道观。晚年居福州。